# George L. P. Radcliffe
George L. P. Radcliffe (Cambridge, 1877. augusztus 22. – Baltimore, 1974. július 29.) az Amerikai Egyesült Államok szenátora (Maryland, 1935–1947).